# Limnebius truncatellus
Limnebius truncatellus é uma espécie de insetos coleópteros polífagos pertencente à família Hydraenidae.
A autoridade científica da espécie é Thunberg, tendo sido descrita no ano de 1794.
Trata-se de uma espécie presente no território português.